# Savy (Aisne)
Savy és un municipi francès situat al departament de l'Aisne i a la regió dels Alts de França. L'any 2007 tenia 642 habitants.

## Demografia

### Població
El 2007 la població de fet de Savy era de 642 persones. Hi havia 236 famílies de les quals 40 eren unipersonals (20 homes vivint sols i 20 dones vivint soles), 64 parelles sense fills, 112 parelles amb fills i 20 famílies monoparentals amb fills.
La població ha evolucionat segons el següent gràfic:
Habitants censats

### Habitatges
El 2007 hi havia 246 habitatges, 241 eren l'habitatge principal de la família, 1 era una segona residència i 4 estaven desocupats. 244 eren cases i 2 eren apartaments. Dels 241 habitatges principals, 220 estaven ocupats pels seus propietaris, 18 estaven llogats i ocupats pels llogaters i 3 estaven cedits a títol gratuït; 1 tenia dues cambres, 22 en tenien tres, 58 en tenien quatre i 160 en tenien cinc o més. 192 habitatges disposaven pel capbaix d'una plaça de pàrquing. A 91 habitatges hi havia un automòbil i a 125 n'hi havia dos o més.

### Piràmide de població
La piràmide de població per edats i sexe el 2009 era:
| Homes | Edats   | Dones |
| ----- | ------- | ----- |
| 0     | 95 o +  | 0     |
| 0     | 90 a 94 | 0     |
| 12    | 85 a 89 | 4     |
| 0     | 80 a 84 | 4     |
| 4     | 75 a 79 | 20    |
| 20    | 70 a 74 | 16    |
| 12    | 65 a 69 | 4     |
| 8     | 60 a 64 | 12    |
| 20    | 55 a 59 | 12    |
| 32    | 50 a 54 | 24    |
| 20    | 45 a 49 | 12    |
| 36    | 40 a 44 | 40    |
| 16    | 35 a 39 | 28    |
| 32    | 30 a 34 | 32    |
| 32    | 25 a 29 | 24    |
| 12    | 20 a 24 | 8     |
| 20    | 15 a 19 | 12    |
| 36    | 10 a 14 | 28    |
| 32    | 5 a 9   | 20    |
| 32    | 0 a 4   | 28    |

## Economia
El 2007 la població en edat de treballar era de 424 persones, 297 eren actives i 127 eren inactives. De les 297 persones actives 270 estaven ocupades (147 homes i 123 dones) i 27 estaven aturades (12 homes i 15 dones). De les 127 persones inactives 44 estaven jubilades, 44 estaven estudiant i 39 estaven classificades com a «altres inactius».

### Ingressos
El 2009 a Savy hi havia 244 unitats fiscals que integraven 644 persones, la mediana anual d'ingressos fiscals per persona era de 19.347 €.

### Activitats econòmiques
Dels 8 establiments que hi havia el 2007, 1 era d'una empresa alimentària, 2 d'empreses de construcció, 1 d'una empresa de transport, 1 d'una empresa d'hostatgeria i restauració, 2 d'empreses immobiliàries i 1 d'una entitat de l'administració pública.
L'únic servei als particulars que hi havia el 2009 era una lampisteria.
L'únic establiment comercial que hi havia el 2009 era una fleca.
L'any 2000 a Savy hi havia 9 explotacions agrícoles.

## Equipaments sanitaris i escolars
El 2009 hi havia una escola elemental.

## Poblacions més properes
El següent diagrama mostra les poblacions més properes.